# EHF-Europapokal der Pokalsieger der Frauen 1989/90
Der EHF-Europapokal der Pokalsieger der Frauen 1989/90 war die 14. Auflage des Wettbewerbes. Im Finale siegte der sowjetische Handballverein Rostelmasch Rostow gegen den ungarischen Verein VSC Debrecen. Es liegen über den Wettbewerb der Saison 1989/90 bisher nur vereinzelte Ergebnisse vor.
| Mannschaft 1                                                  | Mannschaft 2           | Spiel 1 | Spiel 2 |
| ------------------------------------------------------------- | ---------------------- | ------- | ------- |
| 1. Runde                                                      |                        |         |         |
| Byåsen IL                                                     | GOG Gudme Svendborg    |         |         |
| Terom Iasi                                                    | Gazi Uni Aurora Ankara | 33:15   | 27:18   |
| KV Sasja Antwerpen                                            | VfL Oldenburg          | 11:27   | 11:28   |
| Constrictor Esteller                                          | #                      |         |         |
| 1/8 Finale                                                    |                        |         |         |
| Terom Iasi                                                    | Foreholte Voorhout     | 30:17   | 26:20   |
| USM Gagny                                                     | Constrictor Esteller   | 28:17   |         |
| RK Radnički Belgrad                                           | VSC Debrecen           | 29:21   | 17:33   |
| Viertelfinale                                                 |                        |         |         |
| HC Stiinta Bacau                                              | Rostelmasch Rostow     | 23:24   | 25:28   |
| Byåsen IL                                                     | #                      |         |         |
| Terom Iasi                                                    | USM Gagny              | 24:16   | 23:17   |
| VSC Debrecen                                                  | Iskra Partizanske      | 31:19   |         |
| Halbfinale                                                    |                        |         |         |
| Rostelmasch Rostow                                            | Byåsen IL              | 25:23   | 18:18   |
| VSC Debrecen                                                  | Terom Iasi             | 30:19   | 23:28   |
| FINALE am 20. Mai in Debrecen und am 27. Mai in Rostow am Don |                        |         |         |
| VSC Debrecen                                                  | Rostelmasch Rostow     | 21:17   | 18:28   |